# Histoire de l'Indiana
L'Indiana est un État du Midwest des États-Unis exploré pour la première fois au XVIIe siècle par des colons français venus de la Nouvelle-France. La région est lors de l'exploration européenne peuplée par les tribus amérindiennes Potéouatamis et Chaouanons.

## Époque des amérindiens et des canadiens

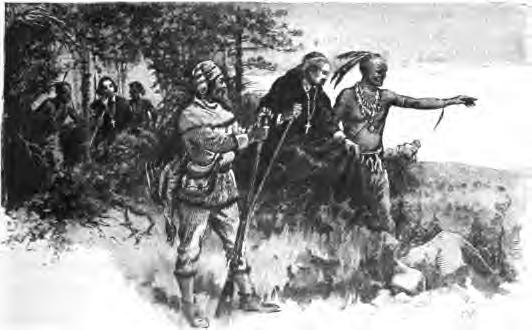
Amérindiens guidant un explorateur français, par Maurice Thompson in Stories of Indiana.

La région était peuplée d’Indiens — Potéouatamis et Chaouanons — lorsqu’elle fut explorée pour la première fois au XVIIe siècle par des colons français venus de la Nouvelle-France (vallée du Saint-Laurent, Canada). La première colonie permanente, Vincennes (Indiana), fut fondée en 1732 par des Canadiens, sur les rives de la Wabash (rivière) et au bord de la piste des bisons, par François-Marie Bissot de Vincennes. Nommé commandant pour le territoire de l'Indiana en 1730, François-Marie Bissot de Vincennes proposa aux Amérindiens de la tribu Piankashaw, membres de la "nation des Miamis", de s'installer près du Fort Vincennes. Les Piankashaw fondent le village de Kaskaskia, malgré l'opposition du gouverneur de la Louisiane française.

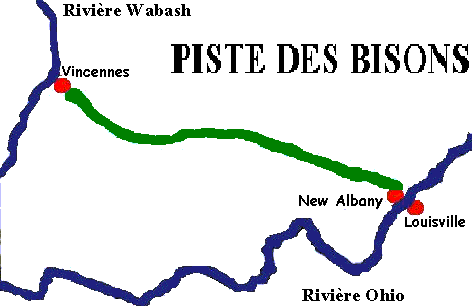
Tracé de la piste des bisons.

Les canadiens découvrent la "Piste des bisons", qui traversait les États actuels du Kentucky, de l'Indiana, et de l'Illinois, également connue sous les noms de "Vincennes Trace", "Louisville Trace", "Clarksville Trace", ou bien encore "Old Indian Road". Ils en contrôlent les deux extrémités et fondent un poste de traite sur les rives de la rivière Wabash à l'Ouest, tandis qu'un poste avancé, "La Belle" est établi sur la rivière Ohio à l'extrémité orientale de cette "Piste des bisons", dont un tronçon est encore visible dans le comté d'Orange près du gisement de sel de "French Lick", par lequel les bisons venaient se ressourcer en sodium lors de leurs transhumances.

## Les Anglais protègent la Vallée de l'Ohio de la colonisation

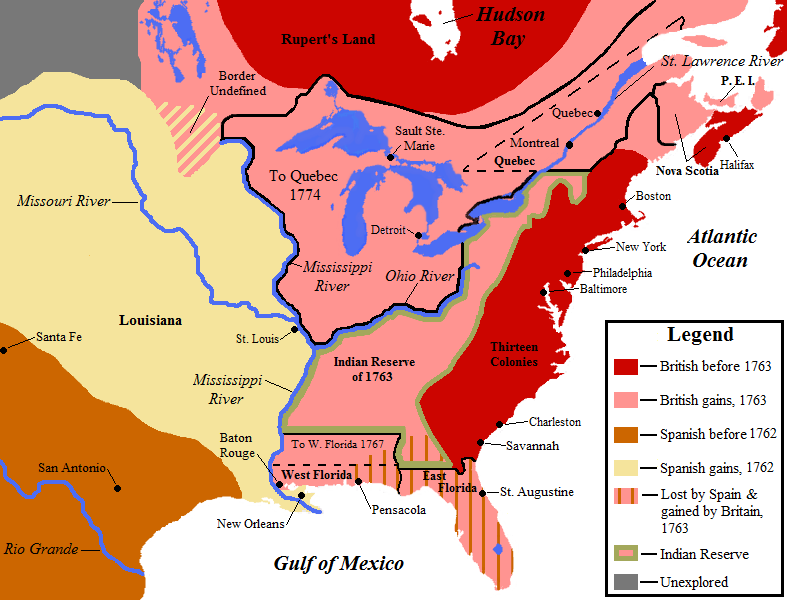
La ligne définie par la proclamation de 1763 délimite les gains territoriaux (en peche) et anciens territoires en (en rouge).

L'Indiana formait le « Pays de l'Ohio », une région agricole et commerciale, peu peuplée mais idéalement placée, entre la colonie de la Nouvelle-France (Canada) et la colonie de la Louisiane. Lors de la guerre de Sept Ans, les Anglais s'emparent de la Pays de l'Ohio, également convoitée par des compagnies créées sur la côte est par des Américains, comme l'Ohio Company de George Washington, qui en 1748 obtient le feu vert pour coloniser ce territoire, dans un processus qui mènera à la guerre de Sept Ans. Pour apaiser les craintes indiennes d’une arrivée massive de paysans blancs sur leurs terres, la Proclamation royale de 1763 interdit aux habitants des Treize colonies d'Amérique de s’installer et d’acheter des terres à l’ouest de la ligne de partage des eaux qui court le long des Appalaches. Cette limite doit ensuite être protégée par la construction prévue de forts britanniques le long de la limite de colonisation, comme le stipule la Proclamation royale de 1763. Le gouvernement britannique estimait que ces avant-postes assuraient la défense des "Treize" colonies et que leur financement revenait donc aux colons. Mais vallée de l'Ohio réputée pour sa fertilité, échappait ainsi à la colonisation américaine et ceux-ci en éprouvent du ressentiment envers la puissance coloniale anglaise. La Couronne se réservait par ailleurs le monopole dans l’acquisition des terres indiennes et le roi garantissait la protection des peuples indiens. L'Angleterre se réservait également une partie du bois américain.

## Création de l'État de l'Indiana en 1816

L'extension de la colonisation dans l'Indiana, via une série de traités. La carte représente les zones achetées aux Amérindiens, les dates et le nom des traités par William Henry Harrison,, Jonathan Jennings, George Rogers Clark

Le 22 juin 1774, le parlement anglais vota l'Acte de Québec qui annexa le territoire de l'Ohio à la province de Québec. Malgré l'interdiction de la couronne britannique, les colons de Virginie et de la Pennsylvanie se mirent à traverser les Appalaches et entrèrent en contact avec les Shawnees, qui décrivent avec appréhension ces colons anglais comme les "Longs couteaux". Peu après éclate la Guerre d'indépendance des États-Unis, qui dure près de huit ans, l'armée continentale des insurgés américains étant confrontés aux tribus indiennes restées fidèles aux anglais. Rebaptisée Fort Sackville par les Britanniques, la communauté de Fort Vincennes se révolta en 1778, mais fut vaincue par les troupes britanniques de Détroit. George Rogers Clark réussit cependant à gagner des batailles significatives sur le front de l'Ouest, et à reprendre Fort Vincennes, qui avait été rebaptisé "Fort Sackville" le 23 février 1779. Durant cette Campagne de l'Illinois, les canadiens du village aidèrent les Américains à reprendre Vincennes des Britanniques.La région fut remise aux États-Unis par les Britanniques en 1783. Elle fit partie du Territoire du Nord-Ouest (États-Unis) jusqu'à la séparation des États.

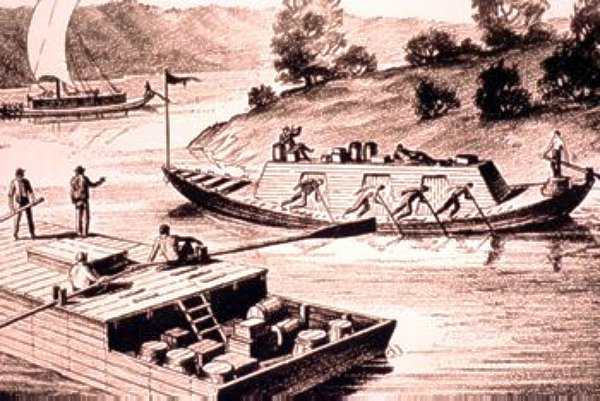
Un flatboat croisant un keelboat sur la rivière Ohio

Entre 1800 et 1850, l'Indiana passe de 5 000 à 1 000 000 d'habitants. Le "pays des Indiens" (En 1800, c'est une réserve indienne, mais appelé à devenir l'État le plus typiquement américain) subit une extension de la colonisation, via une série de traités. Le Michigan s'en détache en 1805, l'Illinois en 1809. L'État d'Indiana est créé le 11 décembre 1816, lorsque le cap des 60 000 personnes est dépassé. C'est le 19e État de l'Union, où il a été admis. Les Indiens sont refoulés vers l'ouest. Le remplissage de l'État se fait par le sud-est, où la densité atteindra 50 hab. par km2, vers le nord-ouest, où elle reste de moins de 5 hab. par km2. À l'origine, on descend l'Ohio sur le Flatboat (en), sorte de caisse flottante qui transporte 25 personnes et 50 tonnes à raison de 10 kilomètres par jour. On remonte les affluents pour pénétrer vers l'intérieur. Presque tout le pays est recouvert d'une forêt de chênes et de hêtres, où l'on dénombre 126 sortes d'arbres et 320 espèces d'oiseaux différents. La chasse, le défrichement sont les premières occupations. Le bois sert à fabriquer la cabane, puis les clôtures (il faut 20 000 poutres pour clôturer un domaine de 64 hectares). À la vague de l'indépendance pionnière succède celle des sédentaires administrés, et la vente des peaux de castors fait place à des activités plus stables élevage (vache, cochon) et culture du blé et du maïs. Les nombreux petits groupes ethniques (Allemands de New Palestine, French Creek, Comté de Switzerland) ou religieux (les Quakers, les frères Moraves, la New Harmony de Robert Owen), etc. finissent par adopter les mêmes habitudes et devenir les citoyens uniformes de la libre Amérique.

## Guerre de Sécession

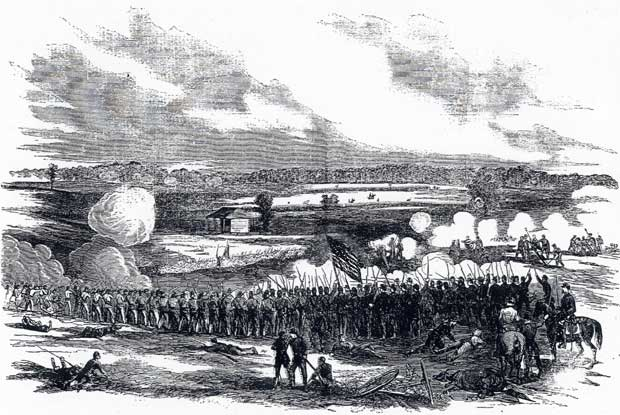
80ème régiment de l'Indiana en 1862.

L'Indiana, un État du Midwest, joue un rôle important en soutenant l'Union pendant la guerre de Sécession. Malgré l'activité anti-guerre dans l'État, et les liens ancestraux du Indiana méridional (en) avec le Sud, l'Indiana est un partisan solide de l'Union. L'Indiana contribue avec approximativement 210 000 soldats, marins et marines. Les soldats de l'Indiana servent lors de 308 engagements militaires pendant la guerre ; la majorité d'entre-eux sur le théâtre occidental, entre le fleuve Mississippi et les Appalaches. Les morts consécutives à la guerre dans l'Indiana atteignent le chiffre de 25 028 (7 243 au cours des batailles, et 17 785 par la maladie),. Le gouvernement de l'État fournit des fonds pour acheter de l'équipement, de la nourriture, et du ravitaillement pour les troupes sur le terrain. L'Indiana, un État agraire riche étant au cinquième rang des États les plus peuplés de l'Union, est critique pour le succès du Nord en raison de sa situation géographique, sa population nombreuse, et sa production agricole. Les habitants de l'Indiana, aussi connus comme les Hoosiers, fournissent l'Union avec de la main-d’œuvre pour l'effort de guerre, un réseau ferroviaire et l'accès à la rivière Ohio et aux Grands Lacs, et des produits agricoles tels que les céréales et le bétail. L'État subit deux raids mineurs des forces confédérées, et un raid majeur en 1863, qui cause un brève panique dans les parties méridionales de l'État et de sa capitale Indianapolis.
L'Indiana vit une querelle politique importante, surtout après la répression de l'assemblée générale de l'Indiana, contrôlée par les démocrates qui a un élément anti-guerre (Copperhead), sous l'action du gouverneur Oliver P. Morton. Les débats majeurs, qui aboutissent à la violence, sont liés aux problèmes de l'esclavage et de l'émancipation, du service des Afro-Américains, et de la conscription. En 1863, après l'échec du vote du budget par l'assemblée générale de l'État qui laisse l'État sans pouvoir de collecte des impôts, le gouverneur Morton met en œuvre son autorité constitutionnelle de l'État pour obtenir des fonds au travers de prêts fédéraux et privés auprès du gouvernement de l'État et éviter une crise financière.
La guerre de Sécession transforme la société de l'Indiana, la politique et l'économie, débutant un transfert de population vers le centre et le nord de l'Indiana, et contribue à un déclin relatif de la partie sud de l'État. La croissance de l'industrie et de la manufacture du temps de guerre dans les villes Hoosiers ouvre une nouvelle ère de prospérité économique. À la fin de la guerre, l'Indiana est devenu un État moins rural qu'auparavant. Les votes de l'Indiana se scindent en deux parties quasiment égales pendent plusieurs décennies après la guerre, faisant de l'État un des rares swing states clés qui décident souvent des élections nationales. Entre 1868 et 1919, cinq politiciens de l'Indiana sont des candidats à la vice-présidence dans les tickets de parti majeur. En 1888, Benjamin Harrison, un ancien général de la guerre de Sécession de l'État, est élu président des États-Unis.

## Découvertes de gaz naturel dans les années 1880
Le « boom du gaz naturel » de l'Indiana a commencé au début des années 1880, avec le gisement de gaz de Trenton, et a duré jusqu'au début du XXe siècle, bénéficiant aussi à la partie nord-ouest de l'État adjacent de l'Ohio. Des gisements avaient aussi été trouvés à Oil Creek, dès 1859 en Pennsylvanie, à la frontière de l'Ohio, État voisin qui a connu très tôt sa propre expansion pétrolière. L'épuisement rapide des puits de Pennsylvanie, moins importants, poussa les exploitants à la mobilité, vers l'Ohio et l'Indiana dès les années 1880. Malgré cette proximité, près d'une décennie s'était d'abord écoulée dans l'Indiana, sans action pour bénéficier de la ressource. Une fois que son importance a été réalisée, une exploration plus poussée a montré qu'il s'agissait du plus grand gisement de gaz naturel découvert jusque-là. En plus de la quantité massive de gaz naturel, développeurs découvrent dans les années 1890, qu'ils sont aussi en présence du premier gisement géant de pétrole trouvé aux États-Unis, avec environ un milliard de barils. Une bonne partie de la ressource gazière a été cependant gaspillée en cours d'utilisation, ce qui a amené la Chambre des représentants de l'Indiana à tenter de réglementer son utilisation, la Cour suprême de l'Indiana ayant ensuite confirmé la constitutionnalité de la loi encadrant l'exploration gazière et pétrolière. Le Texas devient plus tard l'objet de toutes les attentions avec l'un des premiers geysers mis au jour en 1901

## Défaite du Ku Klux Klan en 1925

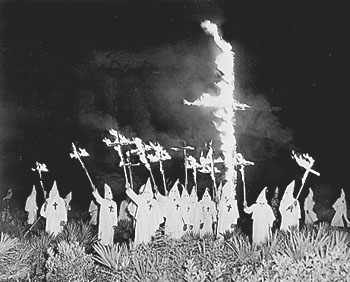
Une cérémonie du Ku Klux Klan, en 1922.

Le Ku Klux Klan est resté influent dans l'État de l'Indiana jusqu'en 1925, comme l'a révélé le meurtre de Madge Augustine Oberholtzer le 14 avril 1925. Bien longtemps après les années d'après-guerre de Sécession, l'organisation raciste avait vécu une renaissance au moment de la Première Guerre mondiale, sous forme d'une association légale et culturelle, désireuse de défendre les valeurs qu'ils considèrent comme fondamentales de la « Nation blanche » américaine.
Cette enseignante de l'Indiana travaillait à l'alphabétisation des adultes et fut kidnappée puis violée par David Curtiss "Steve" Stephenson, "Grand Dragon" du Ku Klux Klan de l'Indiana. Madge Augustine Oberholtzer décéda d'une combinaison de staphylocoques et d'une affection des reins due à son auto-empoisonnement pour tenter d'échapper à son tortionnaire. Sur son lit de mort, la victime a décrit de manière très réaliste les agressions subies. Son témoignage a permis la condamnation de D. C. Stephenson dès 1925. Le scandale produit à contribuer au rapide déclin du Ku Klux Klan dans l'Indiana, avec des dizaines de milliers de départs de "Klansmen". Ce déclin fut accéléré en 1926 et 1927 par la dénonciation, par Stephenson, des membres du gouvernement ayant accepté des payements et des pots-de-vin. Le Ku Klux Klan y perdit sa réputation de respect et de défense des lois.

## Les crûes de la rivière Ohio de 1937

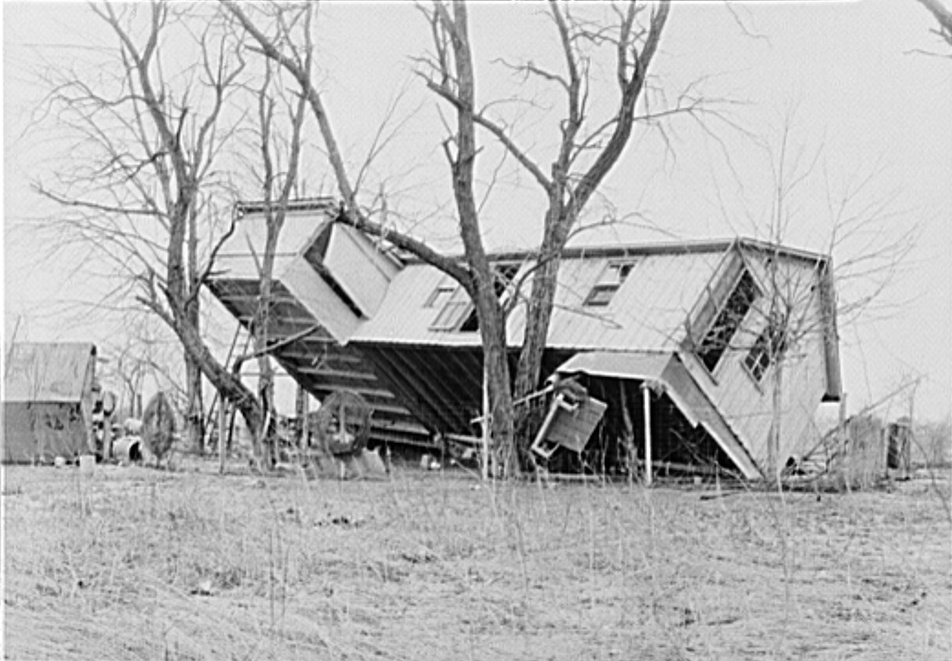
Une ferme du Comté de Posey (Indiana) en 1837.

L'Indiana, et en particulier le comté de Vanderburgh, a été rudement touché, comme d'autres État voisins, même s'il n'y a pas de morts, par les grandes crûes de la Rivière Ohio, en janvier et février 1937, au cours desquelles un million de personnes se sont retrouvées sans abri, avec un total de 385 morts répartis sur plusieurs États, et des dégâts matériels atteignant 500 millions de dollars (environ 8 milliards de dollars de 2012). La catastrophe a eu lieu pendant la Grande Dépression et quelques années après la Dust Bowl, ce qui a obligé à mobilier les ressources fédérales et étatiques à grande échelle.
Le niveau de la rivière Ohio a augmenté à un niveau record de 53,74 pieds (16,38 m), dépassant de 19 pieds (5,8 m) le niveau d'inondation maximal. Evansville, siège du comté de Vanderburgh, et l'État ont déclaré la loi martiale le 24 janvier 1937, tandis que le gouvernement fédéral a envoyé 4 000 personnes pour aider aux opérations de secours. Les résidents ont été rapidement évacués des villes fluviales par train et bus, faisant de l'Indiana le seul état qui a réussi à éviter des noyades. Plus de 100 000 personnes ont été laissées sans abri par la catastrophe. La Croix-Rouge et le gouvernement fédéral ont dépensé l'équivalent de 11 millions de dollars de 2012 d'aujourd'hui en aide au comté de Vanderburgh. La Commission chargée de la prévention des inondations a par la suite construit un système de digues de terre, murs en béton, et des stations de pompage pour protéger la ville. Jeffersonville a accueilli pour sa part un millier de secouristes venus pour sauver les habitants de cette ville.